# Kijevszkaja metróállomás (Kolcevaja vonal)
A moszkvai metrónak az 5-ös számú, barna színnel jelzett, Kolcevaja nevű körvonalán található található Kijevszkaja állomás a közeli Kijevi pályaudvarról kapta nevét. A Dorogomilovo kerületben, a főváros Nyugati közigazgatási körzetében helyezkedik el. Az állomáson átszállási lehetőség van a az Arbatszko-Pokrovszkaja vonal Kijevszkaja állomására, valamint a a Filjovszkaja vonal Kijevszkaja állomására. Szomszédos állomásai a Kolcevaja vonalon a Park Kulturi és a Krasznopresznyenszkaja.
Az 53 méter mélyen fekvő állomást 1954. március 14-én nyitották meg a Belorusszkaja és a Park Kulturi metróállomás közötti új szakasz átadásának keretében. Ezzel a moszkvai metró állomásainak száma elérte a negyvenet.

## Művészi kialakítás
Az állomás csarnokait a moszkvai metró sok más állomásához hasonlóan művészi igényű, de egyben a propaganda szükségleteinek megfelelő díszítésekkel látták el. Ezen az állomáson nagyméretű mozaikokon idealizált képek láthatók az orosz-ukrán barátságról és a szovjet mezőgazdaságról.

## Képgaléria

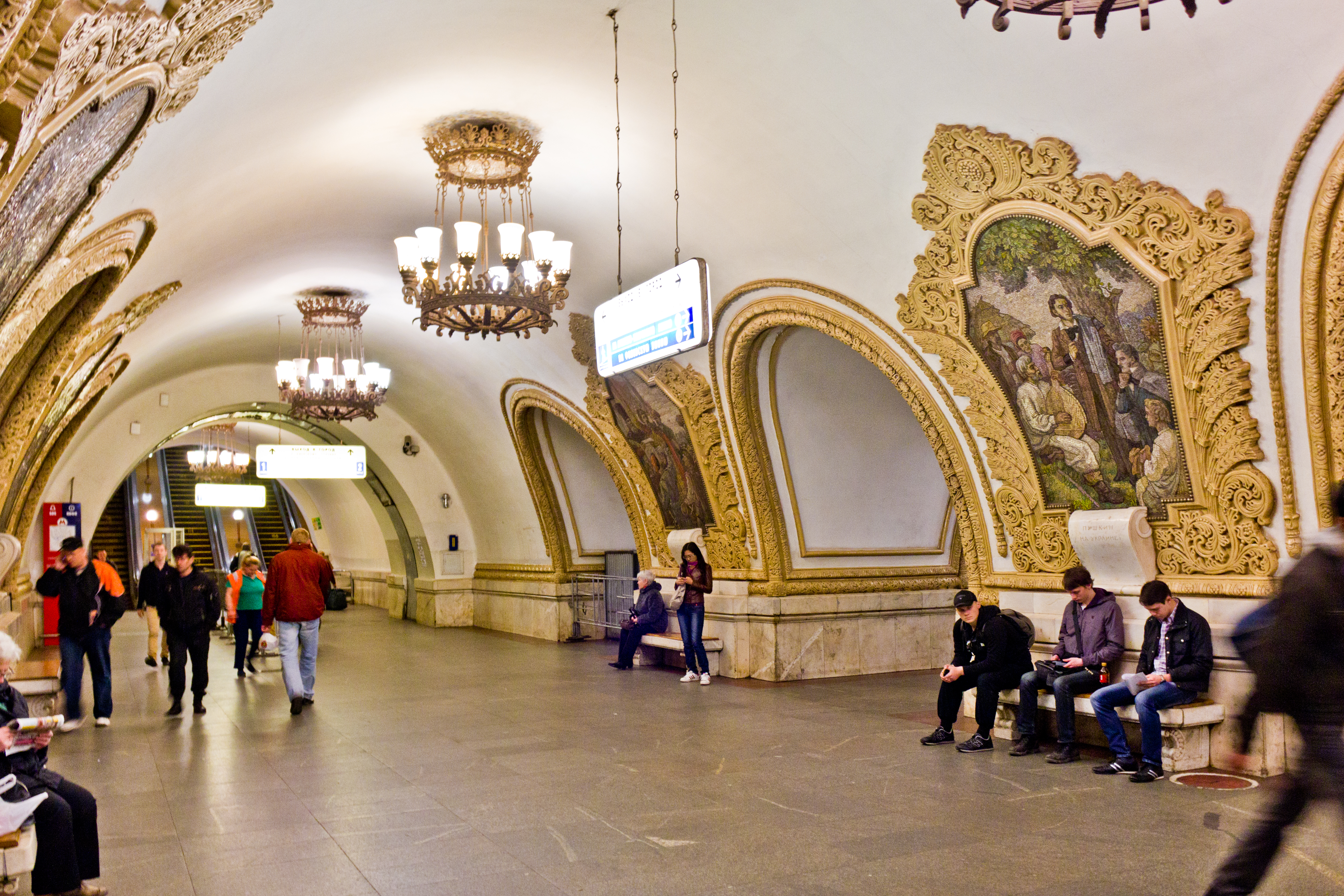
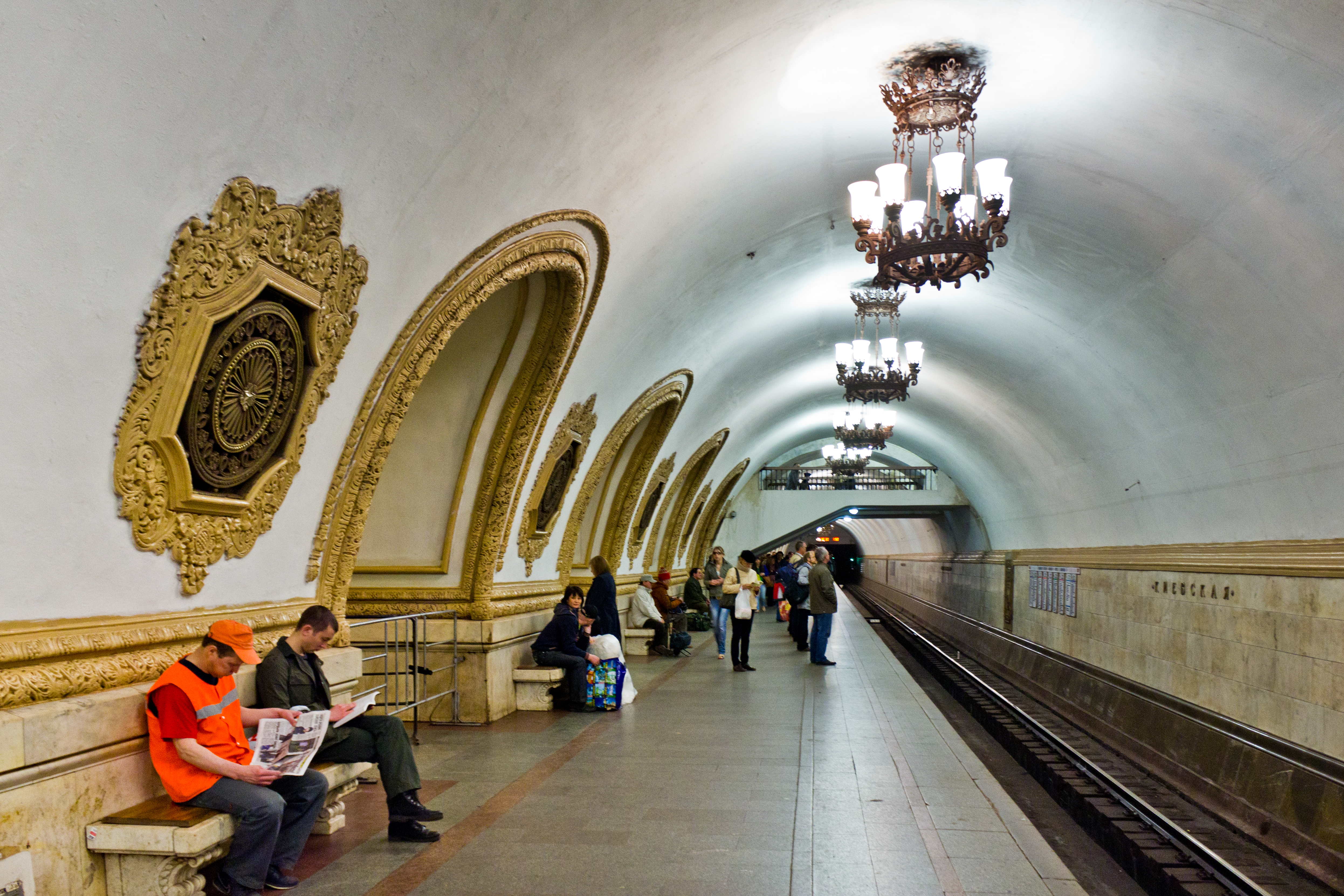
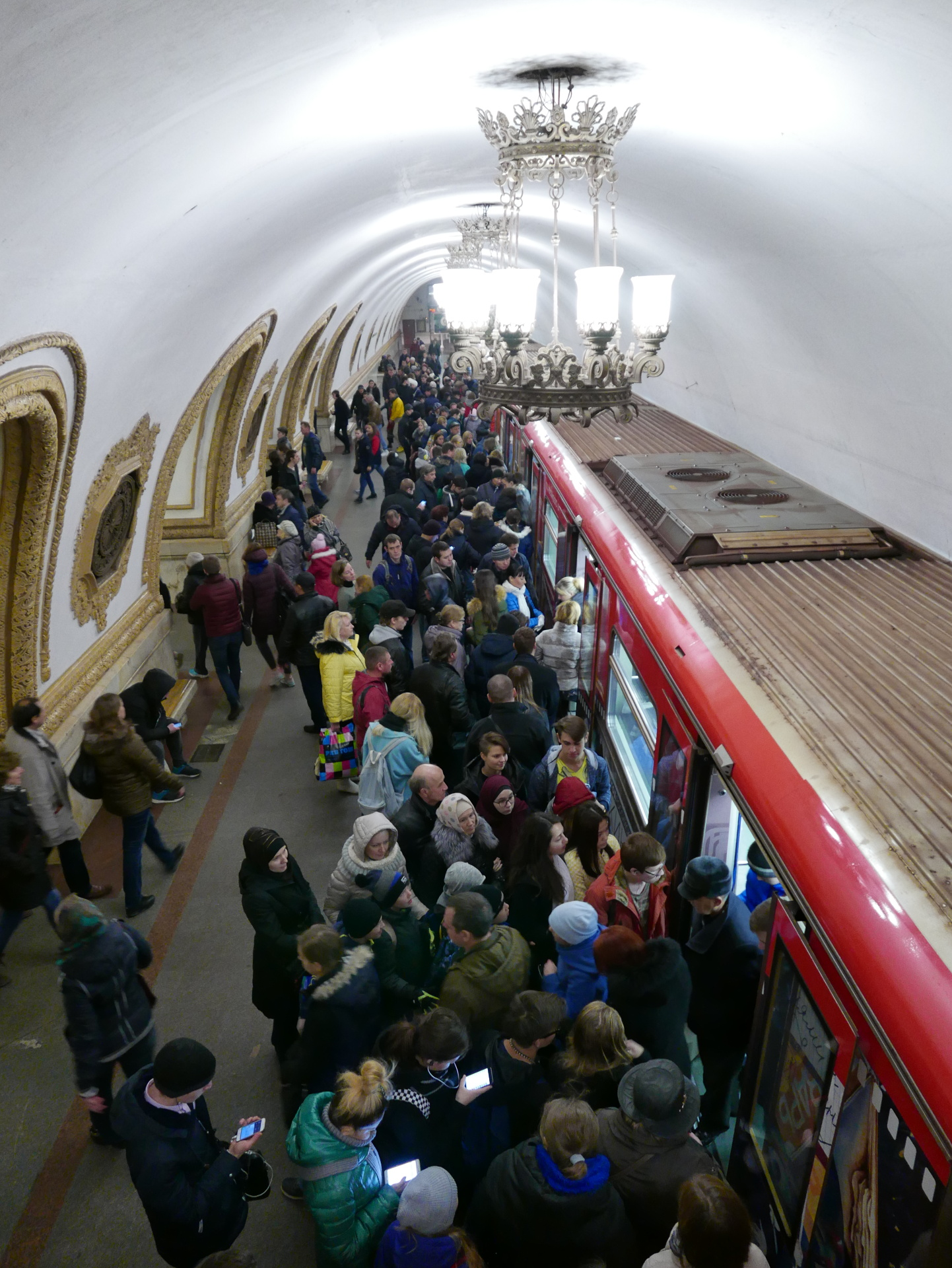
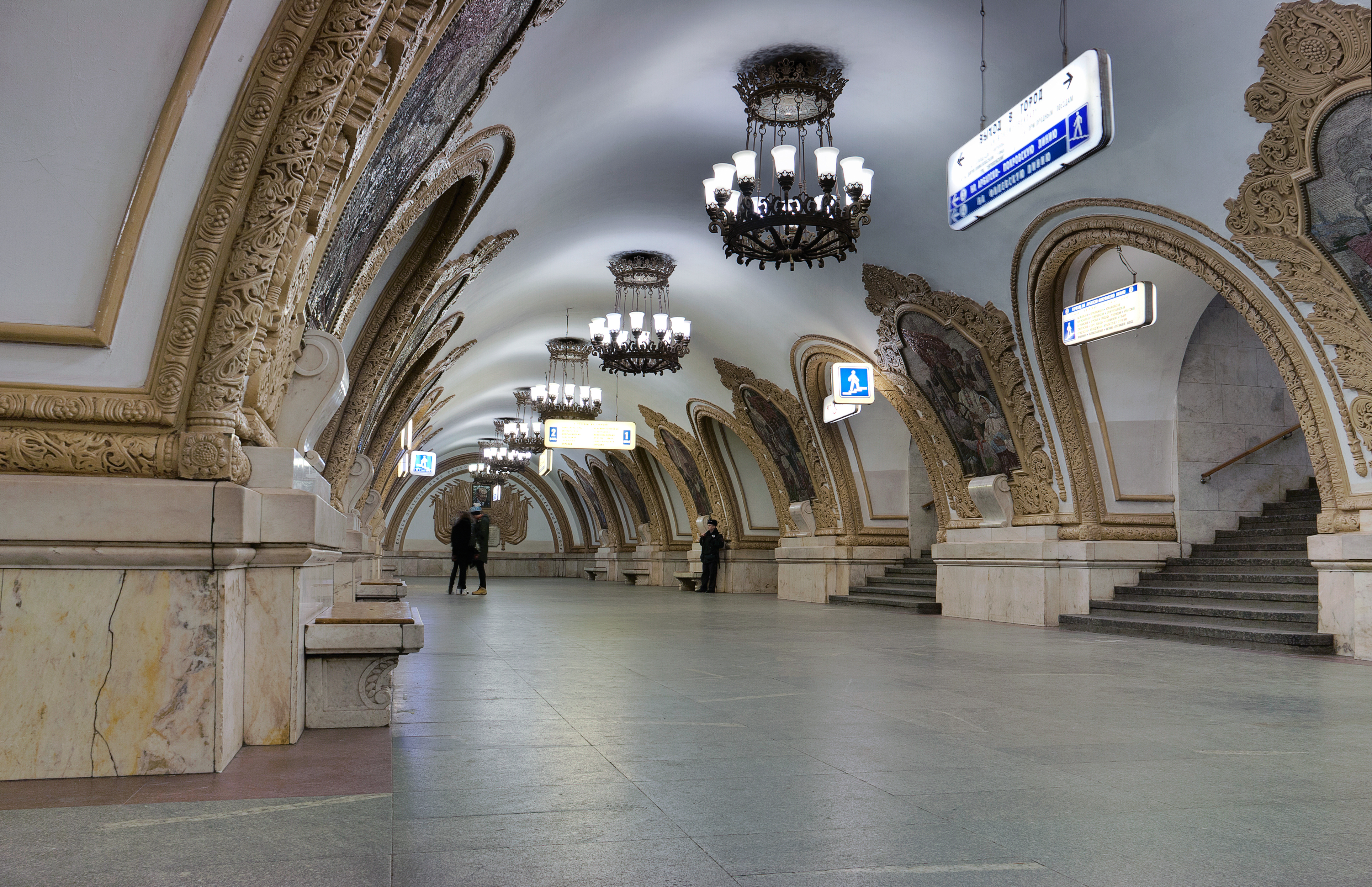

## Fordítás
- Ez a szócikk részben vagy egészben  a(z)   Киевская (станция метро, Арбатско-Покровская линия) című orosz Wikipédia-szócikk ezen változatának fordításán alapul.  Az eredeti cikk szerkesztőit annak laptörténete sorolja fel. Ez a jelzés csupán a megfogalmazás eredetét és a szerzői jogokat jelzi, nem szolgál a cikkben szereplő információk forrásmegjelöléseként.